# Arada (Ciad)
Arada   è un comune del Ciad situato nel dipartimento di Al-Biher, provincia di Wadi Fira.